# Misery Loves My Company
Misery Loves My Company è il terzo singolo estratto dal quarto album dei Three Days Grace Transit of Venus, pubblicato il 14 maggio 2013.

## Video
La band ha tenuto un concorso per i fan per realizzare un video musicale animato per la canzone in cui il vincitore avrebbe ricevuto 5,000 dollari. Il video musicale è stato rilasciato l'11 settembre 2013.

## Tracce
1. Misery Loves My Company – 2:43

## Formazione
- Adam Gontier – voce
- Neil Sanderson – batteria, voce
- Barry Stock – chitarra solista
- Brad Walst – basso